# Estación de Pierrelatte
La estación de Pierrelatte es una estación ferroviaria francesa de la línea París - Marsella, situada en la comuna de Pierrelatte, en el departamento de Drôme, en la región de Ródano-Alpes. Por ella transitan únicamente trenes regionales. 

## Historia
Fue inaugurada por la Compañía del Ferrocarril de Lyon al Mediterráneo el 29 de junio de 1854 con la puesta en marcha del tramo Valence-Aviñón.

## Situación ferroviaria
La estación se encuentra en la línea férrea París-Marsella (PK 682,788). Además pertenecía a la línea Pierrelatte-Nyons hasta que fue cerrada y desmantelada en 1954. Un tramo menor se conservó para dar servicio a la central nuclear de Tricastin.

## Descripción
La estación se compone de dos andenes laterales y de uno central al que acceden cuatro vías. Dispone de atención comercial durante toda la semana y de máquinas expendedoras de billetes. 

## Servicios ferroviarios

### Regionales
Los TER Ródano Alpes recorre el siguiente trazado:
- Línea Lyon - Aviñón.